# Alliance dans les Alpes
 (juillet 2023).
Alliance dans les Alpes est un réseau de communes créé en 1997 sous l'impulsion de la Commission internationale pour la protection des Alpes et qui réunit des communes réparties sur sept États alpins. Les membres du réseau de communes œuvrent pour une nature intacte, une économie saine et le renforcement du lien social dans l’Arc alpin. Ils favorisent des échanges actifs au-delà des frontières linguistiques et géographiques. Les populations sont au cœur de leurs actions. Résolument tournés vers l’avenir, ils expérimentent ensemble des solutions nouvelles. 
Les communes sont à l’interface entre la législation et son application. Elles sont donc le niveau privilégié pour la mise en œuvre du développement durable dans les Alpes. Souvent, les communes sont confrontées à des problèmes pour lesquelles d’autres communes ont déjà trouvé des solutions. Les projets transfrontaliers fournissent des exemples et adaptent des solutions éprouvées au contexte local afin de promouvoir une nature préservée, une activité économique saine et une bonne cohabitation dans les Alpes. Les communes peuvent s’inspirer des expériences d’autres communes alpines et bénéficier sans bureaucratie de connaissances organisationnelles, d’un accompagnement technique et d’un soutien financier.
Le Réseau de communes soutient les principes de la Convention alpine, un traité international signé entre les États alpins et l’Union européenne pour la mise en œuvre d’un développement durable dans les Alpes. Ces principes doivent être concrétisés là où chacun a la possibilité d’agir – au niveau de la commune. « Alliance dans les Alpes » est l’une des 16 organisations observatrices de la Convention alpine. Le Réseau participe activement aux travaux des organes de la Convention, favorise les échanges entre les États alpins et entretient un réseau avec les autres observateurs. 

## Membres
L'association compte actuellement[Quand ?] environ 280 municipalités et intercommunalités membres en France, Suisse, Italie, Allemagne, Autriche, Slovénie et au Liechtenstein.
Les membres du Réseau de communes œuvrent pour une nature intacte, une économie saine et le renforcement du lien social dans l’Arc alpin. Ils favorisent des échanges actifs au-delà des frontières linguistiques et géographiques. Les populations sont au cœur de leurs actions. Résolument tournés vers l’avenir, ils expérimentent ensemble des solutions nouvelles.